# Aaron Adolph Saphir
Aaron Adolph Saphir (Pest, 1831. szeptember 26. – London, 1891. április 3.) magyar származású angol egyházi író.

## Élete
Tekintélyes zsidó családban született. Pesten tanult Talmudot, de már 1843-ban családjával együtt megkeresztelte egy itt működő skót misszió. Ő volt az itt működő skót misszió első megtérítettje szüleivel, egy fiú- és három lánytestvérével együtt és később ő maga is annak szolgálatában állott nyolc egész életén át a zsidók térítése körül buzgólkodott. 1844-től kezdve Saphir Berlinben, Glasgowban és Edinburghban tanult, majd mikor 1854-ben befejezte tanulmányait, Hamburgban misszionáriusnak lépett fel, s utána visszatért Nagy-Britanniába és protestáns lelkész lett és 1861-től kezdve több londoni presbiteriánus egyházközségben működött. 1878-ban az edinburghi egyetemen megszerezte a hittudományok doktora címet. Felesége Sara Owen volt. Egy lányuk született, Asra, aki azonban másfél éves korában meghalt. Felesége 1890-ben influenzát kapott és állapota gyorsan romlott. Mivel ő is megbetegedett, nem tudott elmenni időközben elhunyt felesége temetésére, akit csupán négy nappal élt túl.
Nagyszámú műveiben a régi protestáns írók egyházi álláspontját foglalta el és a Szentírásról írt munkáiban különösen a történeti és a prófétai elemekre helyezi a súlyt.

## Fontosabb művei
- Diaries of Philip Saphir by his brother
- Christ and the Scriptures (London, 1864, számos kiadásban és több nyelvre lefordítva, ezek között magyarra is Győry Vilmos által, Krisztus és az írás címen)
- Lectures on the Lord's Prayer (1869)
- Christ crucified (1872)
- Christ and the Church (1874)
- The hidden life (1877)
- Our life-day (1878)
- The compassion of Jesus (1880)
- Martin Luther (1884)